# Bergviks kraftstation

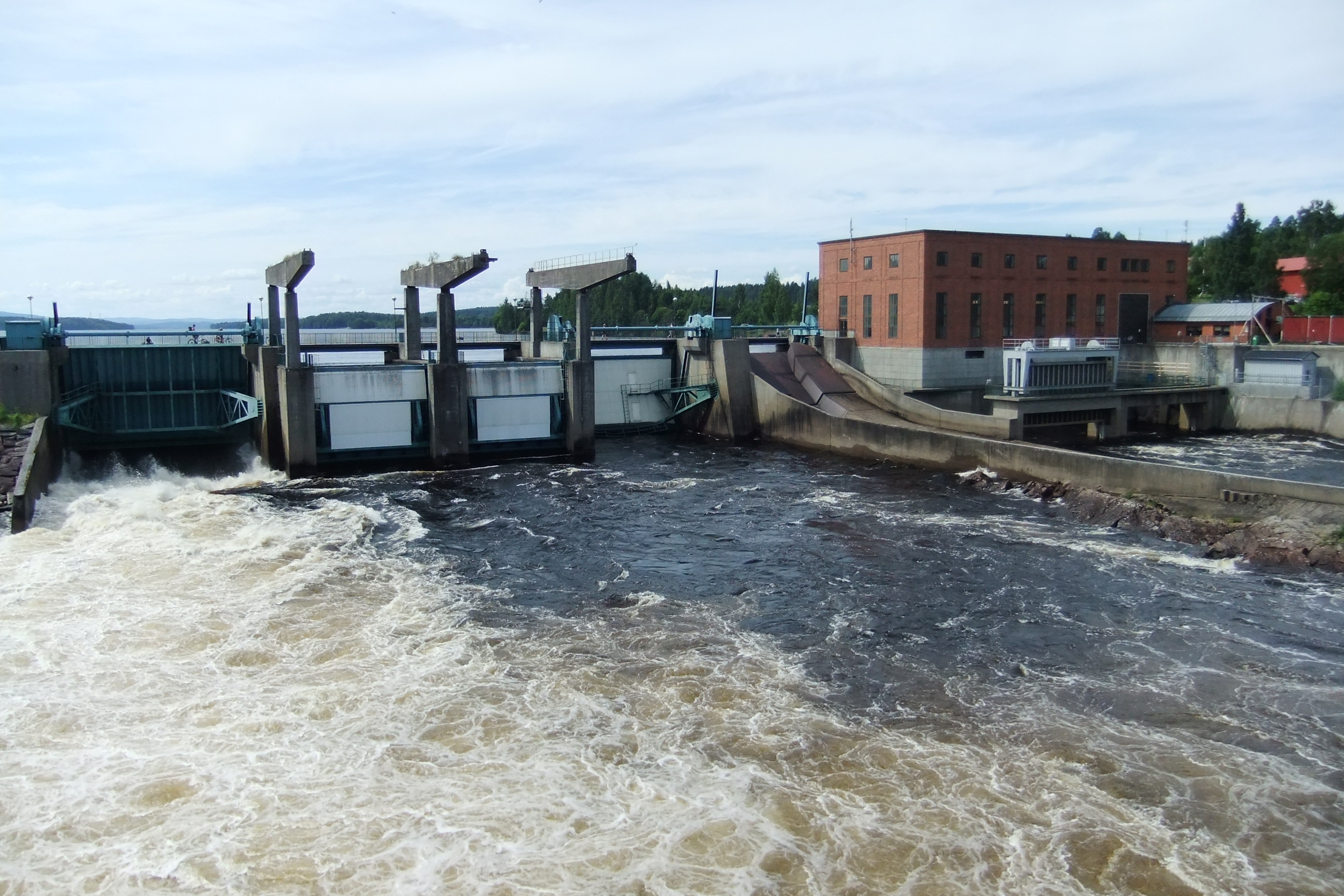
Bergviks kraftstation sedd från bilbron över Ljusnan.

Bergviks kraftstation ligger i Ljusnan nedströms från sjön Bergviken i orten Bergvik. Stationen ägs av Fortum har en effekt på 16,2 MW (2013).
1960 påbörjades bygget som stod klar 1964. Stationen och naturen runt omkring var planerad av Gösta Sundin och som hjälp hade han Sveriges första professor i naturmiljö, Pär Smith.
Bygget gav också en ny tvåfilig bro över älven samt en reglering av Bergviken.